# 斯波詮真
斯波 詮真（しば あきざね）は、陸奥国の戦国大名。『奥南落穂集』での高水寺斯波氏当主。民部少輔。孫三郎。『続群書類従』「奥州斯波系図」には名前が見えない。

## 略歴
斯波経詮の子。
南部氏に対して劣勢に立たされ、南部氏一族の九戸政実の弟・九戸弥五郎を娘婿とし関係修復を図った。ちなみに弥五郎は高田村を与えられ高田吉兵衛康実と改名したが、詮直と反りが合わず天正14年（1586年）に南部信直に降った。